# Эзотеризм
Эзотери́зм (от др.-греч. ἐσωτερικός — «внутренний»), эзоте́рика — совокупность знаний и сведений, недоступных непосвящённым, несведущим в мистических учениях людям, а также особых способов восприятия реальности, которые имеют тайное содержание и выражение в «психодуховных практиках». Противопоставляется экзотерике (экзотеризму).
Знания, полученные в ходе эзотерического опыта, являются крайне субъективными, поэтому не существует единого эзотерического учения. Зачастую определяется как псевдонаука.
Ещё Пифагор, Платон и Аристотель словом «эзотерический» называли тайное учение, передаваемое только некоторым ученикам (эзотерикам). В ходе истории эзотеризм принимал различные формы практической интерпретации тайного учения; ныне в его состав традиционно включаются: магия, алхимия, астрология, гностицизм, каббала, теософия, суфизм, йога, ваджраяна (буддийский тантризм), масонство, антропософия, мондиализм.
В то же время, ряд авторов рассматривает эзотеризм как особый тип рациональности, который в настоящее время подвергается осознанной концептуализации и рефлексии. Другие авторы иногда рассматривают в качестве эзотеризма паранауки и парапрактики.

## Этимология
Слово «эзотеризм» происходит от слова «эзотерический» — тайный, скрытый, посвящённый в тайны какого-либо общества или учения, открытого только избранным. Антоним — экзотерический. Может употребляться как, например: «эзотерическое значение какого-либо обряда».
- Античные термины ta esô и ta exô встречаются ещё у Платона и Аристотеля, а само прилагательное esôterikos (эзотерический) из дошедшего до нас впервые используется у Лукиана в работе «Продажа жизней с аукциона», написанной в 166 году применительно к учению последователей Аристотеля[15].
- Английский термин. Современный термин «эзотерический» впервые использовал в английском языке Томас Стэнли в 1701 году в своей работе «История философии» для описания пифагорейской школы. Учение Пифагора подразделялось на часть, доступную всем, и другую часть, которой учили только членов ордена, после того, как с них брали клятву не разглашать то, чему их научили. Эту часть пифагорейского учения Стэнли и назвал эзотерической. Историки до сих пор не знают[источник не указан 2934 дня], в чём заключалась эзотерическая часть учения Пифагора. Позднее термин распространился на другие учения, не пропагандировавшиеся адептами среди непосвящённых. Современник Томаса Стэнли, британский философ Джон Толанд выдвинул тезис о необходимости двух философий: экзотерической (открытой, публичной) и эзотерической (тайной, для посвящённых). Под экзотерической философией Толанд подразумевал религию, а под эзотерической — материализм[16].
- Французский термин. Во французском языке существительное «эзотеризм» впервые появилось в 1828 году в книге Жака Маттера «Критическая история гностицизма и его влияния»[17]. До этого использовалось как прилагательное. Маттер подразумевал свободное синкретическое исследование, почерпнутое в христианских истинах и в отдельных аспектах греческой философии, особенно пифагореизма[18]. Существительное было популяризировано Элифасом Леви в 1850-х годах[19].

Многие современные эзотерические учения активно пропагандируются, поэтому их нельзя назвать тайными в том же смысле, что эзотеризм внутри религий и других эзотерических организаций, а лишь в том смысле, что они претендуют на постижение тайны, недоступной непосвящённым. Также в современном языке слово «эзотерический» может пониматься в чрезвычайно расширенном смысле как синоним слов «тайный», «понятный только узкому кругу» и т. п. (например, эзотерические языки программирования).

## Примеры
В качестве примеров такой практики можно назвать каббалу внутри иудаизма.

## История эзотеризма

### Античный эзотеризм
В определённом смысле эзотерическим можно назвать любое знание в древности до начала развития древнегреческой цивилизации, так как даже таким практическим знанием, как геометрия, тогда владели только жрецы.
В Древней Греции к эзотерическому знанию относят мистерии Деметры и Диониса, орфизм, а также тайную часть различных философских учений, в частности пифагореизма. В Ликее Аристотеля «утром, в рабочие часы, происходило специальное (эзотерическое) обучение тесного круга учеников; там же вечером и широкой, жаждущей образования публике читались доступные её пониманию общие (экзотерические) курсы».
Во II—III веках стал популярен герметизм и появился Corpus Hermeticum, сборник текстов, приписываемых Гермесу Трисмегисту.

### Современный эзотеризм
На эзотерические учения XX столетия оказали сильное влияние философские идеи Е. П. Блаватской, основательницы Теософского общества (1875).
Философ и эзотерик Рудольф Штайнер, вначале тесно сотрудничавший с Теософским обществом, позже создал альтернативу, антропософию и Антропософское общество.
Известным эзотериком начала XX века был также Георгий Гурджиев, его система называется «Четвёртый путь». Гурджиев также занимался постановкой эзотерического балета «Битва Магов».
Американский мистик и астролог Макс Гендель в 1909 году основал «Розенкрейцерское Братство», являющееся, по его словам, прямым продолжателем традиций средневекового мистического Ордена розенкрейцеров. «Братство» заложило основы эзотерического христианства и астрологии в США.
В 1934 году в Лос-Анджелесе философ-мистик Менли Палмер Холл основал некоммерческую организацию «Философское исследовательское общество» с целью изучения религии, мифологии, метафизики и оккультизма. В Обществе имеется библиотека на 50 000 томов, коллекция произведений искусства и редких книг. Общество проводит лекции, семинары, издаёт книги и ежеквартальный журнал.
Свою эзотерическую систему создали также художник и путешественник Николай Рерих и его жена Е. И. Рерих, назвав её Живая этика.
Во второй половине XX века на эзотерическую мысль наиболее существенное влияние оказал антрополог и мистик Карлос Кастанеда.
В то же время исследователи считают, что современный эзотеризм неправомерно разыскивает свои истоки в раннеисторических, первобытных языческих и мифологических взглядах человечества. Современный эзотеризм «досоздаёт» недостающие ему элементы мировоззрения и является не столько наследием прошлого, сколько творчеством новых форм язычества, характерных для современности, и, следовательно, может быть идентифицирован как «неоязычество».

## Выдающиеся личности эзотеризма
В хронологическом порядке, список из книги Себастьена Ландемона «Великие фигуры эзотеризма»
- Гермес Трисмегист, давший имя герметизму.
- Пифагор (570—490 до н. э.)
- Сократ (470/469 — 399 до н. э.)
- Платон (428/427 — 348/347 до н. э)
- Роджер Бэкон (ок. 1214—1294)
- Раймунд Луллий (ок. 1232—1315)
- Арнольд из Виллановы (ок. 1240—1311)
- Жак де Моле (1244—1314), последний глава ордена тамплиеров.
- Экхарт (ок. 1260 — ок. 1328)
- Николя Фламель (1330—1418)
- Бернард Тревизан (1406—1490)
- Василий Валентин (XV век)
- Джованни Пико делла Мирандола (1463—1494)
- Агриппа Неттесгеймский (1486—1535)
- Парацельс (1493—1541)
- Нострадамус (1503—1566)
- Джон Ди (1527—1608/1609)
- Джамбаттиста делла Порта (1535—1615)
- Александр Сетон-Космополит (ум. 1603/1604), чьё дело продолжил Михал Сендзивой (1556—1636).
- Джордано Бруно (1548—1600)
- Роберт Фладд (1574—1637)
- Якоб Бёме (1575—1624)
- Иоганн Андреэ (1586—1654) — автор персонажа Христиана Розенкрейца, давшего имя движению розенкрейцеров.
- Эммануил Сведенборг (1688—1772)
- Сен-Жермен (1707—1784)
- дом Пернети (1716—1796)
- Мартинес де Паскуалис (1727? −1774)
- Жан-Батист Виллермоз (1730—1824)
- Фурнье (аббат Пьер) (1738—1825)
- Калиостро (1743—1795)
- Луи Клод де Сен-Мартен (1743—1803)
- Антуан Фабр д’Оливе (1767—1825)
- Элифас Леви (1810—1875)
- Килиани (XIX век), автор сочинения «Разоблачённый Гермес».
- Папюс (1865—1916)
- Карл Густав Юнг (1875—1961)
- Рене Генон (1886—1951)
- Фулканелли (XIX—XX века)
- Эжен Канселье (1899—1982)

Из других источников:
- Карлос Кастанеда (1925—1998)

## Соотношения с другими областями знаний и верований

### Эзотеризм и оккультизм
Понятия эзотеризм и оккультизм не являются взаимозаменяемыми, термин эзотерика является более широким и включает в себя как оккультизм, так и эзотерические учения, прямо не связанные с оккультизмом, например, религиозные. Оккультными можно назвать лишь те эзотерические системы, составной частью которых являются оккультные практики. Многие эзотерические системы являются больше теоретическими, мировоззренческими или направленными больше на духовно-нравственное самосовершенствование и религиозно-мистическое переживание, такие как суфизм, некоторые другие восточные практики и многие из современных Нью-Эйдж учений, тогда как оккультизм обозначает скорее теории и практики, направленные на достижение конкретных результатов.
Часто под эзотерикой и эзотеризмом понимается оккультизм, при этом теряется смысл слова «эзотерика» как часть учения, скрываемая от непосвящённых, и смысл слова «оккультизм» как совокупность систем мировоззрения, основанных на признании существования скрытых сил в мире и человеке.

### Эзотеризм и психология
Отношение к эзотеризму со стороны различных направлений психологии не одинаково. Представители некоторых направлений психологии, например, аналитической психологии[уточнить], трансперсональной психологии, психосинтеза, в целом положительно относятся к различным эзотерическим практикам и демонстрируют определённую связь с эзотерическими учениями.
Классик американской психологии У. Джеймс в работе «Многообразие религиозного опыта» предложил прагматический подход к оценке значимости различных религиозных феноменов (в определении «религии» Джеймса включаются мистические и эзотерические течения). С точки зрения данного подхода оценивать любые верования и практики следует исключительно из их влияния на жизнь и душевное здоровье человека. В итоге, Джеймс демонстрирует достаточно позитивное отношение к ряду разновидностей эзотеризма, например, к йоге.
С другой стороны, ряд направлений психологии относится к эзотеризму в целом или к отдельным его направлениям резко негативно. Так, З. Фрейд подвергал критике любые проявления магического и религиозного сознания. Современные критики эзотерики отмечают её возможную связь с различными психическими расстройствами, в частности, с синдромом Кандинского — Клерамбо.
С точки зрения истории науки, наибольший интерес представляет взаимное влияние эзотерики и психологии. Коринна Трэйтел в своей монографии «Наука для души. Оккультизм и истоки германского модерна» анализирует влияние эзотерики на становление психологии как самостоятельной научной дисциплины.

### Эзотеризм и христианство
В православии распространено представление о связи эзотеризма, оккультизма и тоталитарных сект. Несмотря на заявление представителей некоторых течений эзотерики о их связи с православием, представители христианства резко отрицательно относятся к попыткам соединения православия и эзотерических практик. С точки зрения религиоведа и православного богослова А. В. Кураева, «в христианстве не существует эзотерического учения».
Перенниалист Джеймс Катсингер (англ. James Cutsinger) считает, что христианство, как и все религии, помимо внешних (называемых им «экзотерическими») форм обладает внутренней (называемой им «эзотерической») Истиной, которая выражает некую метафизическую суть, независимую от «буквы» догматического выражения (теория «экуменического эзотеризма»). В частности, православный исихазм он считает отражением «эзотерической» (то есть внутренней) основы христианства, эквивалентной, например, практикам суфизма в исламе.
С. С. Хоружий критикует встречающуюся точку зрения на исихазм как на эзотерическую практику: «В сознании самой традиции, исихастский подвиг никогда не мыслился как закрытый эзотерический культ, удел кружка избранных и род некой духовной экзотики и эксцентрики. Он был не чем иным как осуществлением бытийного призвания человека…».
Некоторые направления протестантизма и католичества демонстрируют определённую связь с отдельными направлениями эзотеризма либо либеральное отношение к ним. В англиканстве исторически сложилась связь с масонством: в то время, как главой Церкви Англии является английская королева, главой Объединённой великой ложи Англии является член Британской королевской семьи (в настоящее время — двоюродный брат королевы Елизаветы II, принц Эдвард, одновременно являющийся протестантом). Таким образом, руководство английского масонства и Церкви Англии оказались связаны на уровне родственных связей. Другим примером является «Либеральная католическая церковь», вероучение которой, благодаря её создателю теософу Дж. Веджвуду включило в себя элементы теософии. Религиовед П. И. Пучков относит Либеральную католическую церковь к маргинальному католицизму, однако он указывает, что положение этой организации в классификации конфессий является неопределённым, и некоторые религиоведы относят её к неримским католикам или синкретическому движению Новый век.

### Эзотеризм и наука
Современная эзотерика нередко выступает в наукообразном обличье, апеллирует к науке, провозглашая принцип «единства науки, религии и философии». В то же время научная картина мира кардинально отличается от эзотерической: представления эзотерики по основополагающим проблемам происхождения мира, жизни, человека, космологии, биологии, палеонтологии и других наук находятся в противоречии с научными данными. В отличие от науки эзотеризм не ведёт поиск решения проблемы, а предлагает ответы изначально, а метод эзотеризма научно не воспроизводим и не может быть рационально доказан.

## Эзотеризм и общество
Различные авторы неоднозначно оценивают влияние эзотеризма на общество. В. В. Кучурин отмечает благотворительную деятельность масонства в XVIII—XIX веках. Ю. В. Ермолина оценивает магию (определяемую ей как форма эзотерической культуры) в качестве «важнейшей составляющей русской национальной культуры» и связывает рост интереса к эзотеризму тем, что традиционные религии «не в состоянии полностью удовлетворить потребности людей в духовном спасении». Некоторые авторы положительно оценивают значение эзотеризма в истории науки. Коринна Трэйтел говорит о влиянии эзотеризма на выделение психологии как самостоятельной научной дисциплины, а также на таких авторов как Карла Густава Юнга и Зигмунда Фрейда. Английский историк культуры Ренессанса Фрэнсис Йейтс считает, что герметико-каббалистическое мировоззрение способствовало «переходу науки на путь служения человечеству»[уточнить][уточнить], а американский историк-медиевист Линн Торндайк отмечает тесную связь между историей некоторых направлений эзотеризма и экспериментальной науки с античности вплоть до Средних веков.
Современный российский исследователь С. Г. Устинов даёт неоднозначную оценку социальной роли эзотеризма. С одной стороны, он указывает на то, что эзотеризм в целом деструктивен, так как нацелен на разрушение сложившейся системы ценностей, обеспечивающей целостность культуры и человеческого мировоззрения. С другой стороны, Устинов указывает на положительную социальную функцию эзотеризма как «формы разрешения противоречий между теоретическим и обыденным сознанием», способной создавать смысловые системы координат. Интерес к эзотеризму и мистике порождён, по мнению Устинова, травмами массового сознания, нанесёнными индустриальной революцией, мировыми войнами, усложнившимися условиями бытия, и во многом связан с крахом веры в прогресс, возможность рациональной организации жизни, государства и общества.
Специалист по философии религии, доктор философских наук Л. В. Денисова считает, что в оккультизме отсутствует учение о нравственном пути и этических ценностях, из-за чего он используется как инструмент для выживания одних за счёт других и может являться метафизической основой для современных тоталитарных режимов и сект для установления духовного господства.
Критикой эзотеризма и отдельных его направлений занимаются в рамках научного сообщества сторонники светского гуманизма, в России представленного преимущественно «Российским гуманистическим обществом». Так, В. А. Кувакин в своей статье «Астрология» в журнале «Здравый смысл», утверждает, что распространение астрологии приводит к ряду негативных социальных последствий, среди которых: «вольное или невольное бегство человека от самого себя, отказ от здорового скепсиса, критичности, реализма»; «неуважение науки, неверие в её благотворную мощь в добрых и заботливых руках человека разумного»; «закрепление невежественности человека» и т. д.
Широкая популяризация со стороны СМИ деятельности представителей оккультизма и парапсихологии и соответствующих представлений (астрология, колдовство, порча, сглаз, экстрасенсорное восприятие, биоэнергетика) способствует формированию магического мышления, создаёт благоприятную почву для деятельности деструктивных религиозных сект и приводит к росту психических расстройств с религиозно-мистическими переживаниями.

## Научная литература
на русском языке
- Балагушкин Е. Г. Аналитическая теория мистики и мистицизма // Мистицизм: Теория и история / отв. ред. Е. Г. Балагушкин, А. Р. Фокин. — М.: ИФ РАН, 2008. — С. 14-71.
- Балагушкин Е. Г. Предисловие // Мистицизм: Теория и история / отв. ред. Е. Г. Балагушкин, А. Р. Фокин. — М.: ИФ РАН, 2008. — С. 313.
- Балагушкин Е. Г. Эзотерика в новых религиозных движениях. // Дискурсы эзотерики (философский анализ): сб. ст. / отв. ред. Л. В. Фесенкова. — М.: Эдиториал УРСС, 2001. — С. 214—239.
- Бекарюков М. В. Конструирование эзотерической реальности: базовые элементы и их специфика. // Мир науки, культуры, образования. — 2011. — № 4. — Ч. 2. — С. 255—258.
- Бекарюков М. В. Методологические проблемы изучения эзотерики / Теоретические и прикладные исследования в религиоведении: сб. ст. — Барнаул: Изд-во АлтГУ, 2009. — Вып. 1-2. — С. 203—214.
- Бекарюков М. В. Современное состояние академической традиции изучения эзотеризма в России: философские подходы. // Общественные науки. — М.: Издательство «МИИ Наука», 2011. — № 6. — С. 3441.
- Бекарюков М. В. Социокультурные предпосылки усиления интереса к эзотерическим учениям. // Известия АлтГУ. — 2011. — № 2/2. — С. 197—199.
- Бекарюков М. В. Социокультурный феномен эзотерики // Известия АлтГУ. — 2010. — 2/2. — С. 169—173.
- Бекарюков М. В. Сущность и содержание понятия «эзотерика» // Актуальные проблемы развития социально-политического и религиозного пространства России: сб. ст. — Барнаул: Изд-во АлтГУ, 2009. — Вып. 5. — С. 144—151.
- Бекарюков М. В. Проблемы преподавания и изучения курса «Эзотерические учения» в ВУЗе // Религия в истории народов России и Центральной Азии: материалы Всероссийской с международным участием конференции, посвящённой 10-летию кафедры религиоведения и теологии АлтГУ / под ред. П. К. Дашковского. — Барнаул: Изд-во Алт. ун-та, 2011. — С. 73-75.
- Бекарюков М. В. Роль Западной эзотерики в формировании ценностно-смысловых миров культуры и личности Автореферат дис. … канд. филос. наук: 24.00.01. — Барнаул: Изд-во РИО КГБУ «АКУНБ им. В. Я. Шишкова», 2012. — 20 с.
- Генон Р. Эзотеризм Данте // Философские науки. — № 8. — 1991. — С. 132—170.
- Зорина Е. В. Эзотеризм в России XX века: теоретические и этические параллели // Материалы конференции «Этика и наука будущего» (2001). — С. 20—22
- Курносов Ю. В. Эзотеризм как культурно-исторический феномен. — диссертация ... доктора философских наук : 09.00.11, 09.00.13. — М.: Рос. акад. гос. службы при Президенте РФ, 1997. — 249 с.
- Кучурин В. В. Мистицизм и западно-европейский эзотеризм в религиозной жизни русского дворянства в последней трети XVIII — первой половине XIX в.: опыт междисциплинарного исследования. // Слово и мысль в междисциплинарном пространстве образования и культуры: Сб. статей памяти проф. В. В. Шаронова (1930—2004) / Под ред. М. С. Уварова и В. Я. Фетисова. — СПб.: Изд-во СПбГУ, 2005. — 189 с.
- Кучурин В. В. Эзотеризм и религия: история и современность // Новые исторические перспективы: от Балтики до Тихого океана. 2019. № 1(14)
- Лысенко В. Г. Ранний буддизм: религия и философия. Учебное пособие. — М.: ИФ РАН, 2003. — 246 с. — ISBN 5-201-02123-9.
- Марцинковская Т. Д. История психологии : Учеб. пособие для вузов по направлению и специальности «Психология» / Т. Д. Марцинковская. — М.: Academia, 2002. — 538, 1 с. : табл. — (Высшее образование). — ISBN 5-7695-0641-5
- Менцель Б. Основные направления исследований эзотеризма на Западе. Лекция в Русской христианской гуманитарной академии Санкт-Петербурга. (рус.)
- Носачёв П. Г. «Проблема интерпретации „эзотерических знаний“: современные попытки изучения эзотеризма, подходы к определению и методологии» // Ежегодная Богословская конференция Православного Свято-Тихоновского Гуманитарного Университета: материалы. Т. 1 : XIX / гл. ред. В. Н. Воробьёв, прот. — М.: ПСТГУ, 2009. — 404 с.
- Носачёв П. Г. Проблема метода в изучении западного эзотеризма. // Труды XXI Ежегодной богословской конференции ПСТГУ. — М.: ПСТГУ, 2011. — C. 95-96.
- Носачёв П. Г. Исследования западного эзотеризма в рамках религиоведения (история и современность) // Точки. — № 1-2 (9). — М.: Институт философии и теологии св. Фомы, 2010. — С. 269—272.
- Носачёв П. Г. [Эзотерика: основные моменты истории термина.] // Вестник ПСТГУ. I: Богословие. Философия. — 2011. — Вып. 2 (34). — С. 49-60
- Пахомов С. В. Индийский эзотеризм. // Путь Востока. Универсализм и партикуляризм в культуре. Материалы VIII Молодёжной научной конференции по проблемам философии, религии, культуры Востока. Серия «Symposium», выпуск 34. СПб.: Санкт-Петербургское философское общество, 2005. — С. 155—161
- Пахомов С. В. К вопросу о демаркации понятия «Эзотеризм» // Мистико-эзотерические движения в теории и практике. История. Психология. Философия: Сб. материалов Первой международной научной конференции (Киев, 2007) / Под. ред. С. В. Пахомова, Ю. Ю. Завгороднего, С. В. Капранова. — СПб.: РХГА, 2008. — С. 7—14.
- Пахомов С. В. Специфика эзотерического знания // Мистико-эзотерические движения в теории и практике. Проблемы интерпретации эзотеризма и мистицизма: Сб. материалов Третьей международной научной конференции (Владимир, 2009) / Под. ред. С. В. Пахомова. — СПб.: РХГА, 2010. — 288 с. — ISBN 978-5-88812-419-2.
- Рау И. А. Эзотеризм в методологии историко-философского исследования (На прим. гегелеведения)// Философские науки. 1985.№ 1. С.108-117.
- Розин В. М. Мистические и эзотерические учения и практики в средствах массовой информации // Общественные науки и современность. 1997. № 3. С. 44-54.
- Розин В. М. Путешествие в страну эзотерической реальности. Избранные эзотерические учения. М., 1998.
- Розин В. М. Эзотерика как духовный путь человека и наука: сущность и демаркация. 2010. ISBN 978-3-8433-0250-0
- Розин В. М. Эзотерический мир // Общественные науки и современность. 1992. № 4. С. 167—176.
- Розин В. М. Эзотерический мир. Семантика сакрального текста. М., 2002.
- Розин В. М. Эзотерическое мироощущение в контексте культуры // Общественные науки и современность. 1993. № 5. С. 164—175.
- Стерледев Р. К. Естественнонаучное и эзотерическое видение в мира в аспекте имманентного и трансцендентного // Научно-теоретический журнал «Религиоведение». — 2006. — № 1. — С. 60—68. Архивировано 28 августа 2014 года.
- Фесенкова Л. В. Дискурсы эзотерики (философский анализ). — М.: Эдиториал УРСС, 2001. — 240 с. ISBN 5-8360-0302-5
- Фесенкова Л. В. Сциентизация эзотерики и псевдонаука // Социологические исследования. — 2004. — № 2. — С. 92-98.
- Шюре Э. Великие посвящённые. Очерк эзотеризма религий. — Калуга: Типография Губернской Земской Управы, 1914.
- Щетинина Е. В. Интернет-маркетинг новых религиозных движений (на примере анализа интернет-ресурсов Челябинска) // Вестник Челябинского государственного университета. — Челябинск: ЧелГУ, 2013. — № 6. — С. 110—113. — ISSN 1994-2796.
- Элиаде М. [yanko.lib.ru/books/sacra/eliade-okkult.htm Оккультизм, колдовство и моды в культуре] = Mircea Eliade Occultis, witch craft and cultural fashions (University of Chicago Press) / Пер. с анг.  Е. В. Сорокиной; Под ред. Л. Б. Комисаровой, М. А. Добровольского. — К.—М.: «София»; ИД «Гелиос», 2002. — ISBN 5-344-00159-2.

на других языках
- Faivre A. Access to Western Esotericism. Albany: SUNY Press, 1994.
- Faivre A. Theosophy, Imagination, Tradition: Studies in Western Esotericism. Albany: SUNY Press, 2000.
- Stuckrad K. von[нем.] Western Esotericism: A Brief History of Secret Knowledge. London / Oakville: Equinox, 2005.
- Rubenis A. «Viduskaiku kultūra Eiropā», Zvaigzne ABC, 2002
- Vecvagars M., Ķemere I. « Selections from The Pre-socratic Thinkers.PartI», LatvianTimes 2001
- Walker B. Encyclopedia of Esoteric Man: The Hidden Side of the Human Entity, Routledge and Kegan Paul, London, 1977, ISBN 0-7100-8479-X
- Walker B. Man and the Beasts Within: The Encyclopedia of the Occult, the Esoteric, and the Supernatural, Stein & Day, New York, 1978, ISBN 0-8128-1900-4
- Dictionary of Gnosis and Western Esotericism W. J. Hanegraaff (ed.) in collaboration with Antoine Faivre[англ.], Roelof van den Broek[англ.] & Jean-Pierre Brach, 2 vols., Brill, Leiden 2005.
- Hanegraaff W. J. 'The Study of Western Esotericism: New Approaches to Christian and Secular Culture' // New Approaches to the Study of Religion, vol. I: Regional, Critical, and Historical Approaches / Eds. Peter Antes, Armin W. Geertz & Randi R. Warne. Berlin / New York: Walter de Gruyter, 2004.

## Другая литература
- L'Esotérisme — Kabbale, franc-maçonnerie, astrologie, soufisme... Les textes fondamentaux commentés / Catherine Golliau. — Paris: Tallandier, 2007. — 130 с. — ISBN 2847343946.